# Dacnusa confinis
Dacnusa confinis är en stekelart som beskrevs av Johannes Friedrich Ruthe 1859. Dacnusa confinis ingår i släktet Dacnusa och familjen bracksteklar. Arten är reproducerande i Sverige. Inga underarter finns listade i Catalogue of Life.